# Jean Moreau de Séchelles
Jean Moreau de Séchelles (10 de mayo de 1690 – 31 de diciembre de 1760) fue un oficial y político francés. 
Hizo un maître des requêtes el 13 de octubre de 1719,  fue el intendente  de Hainaut en Valenciennes de 1727 hasta 1743. Fue el intendente de Lila de 1743 hasta 1754 y al mismo tiempo el intendente de Flandes de mayo de 1745 hasta el 18 de octubre de 1748 durante su ocupación francesa. 
Fue nombrado contralor general de finanzas, reemplazando a Jean-Baptiste de Machault de Arnouville el 20 de julio de 1754. Ocupó ese cargo hasta el 24 de abril de 1756.  Aplicó una osada política económica, bordeando el liberalismo, mientras intentaba enderezar las finanzas reales. Teniendo la confianza del rey como ministro de estado en 1755, fue consultado acerca de la inversión de alianzas de Prusia a Austria. Después de sufrir un derrame cerebral en marzo de 1756, su yerno François Marie Peyrenc de Moras fue designado por Luis XV, como reemplazante.
Fue nombrado miembro honorario de la Academia francesa de ciencias el 14 de julio de 1755, vicepresidente en 1756, y presidente en 1757.
En 1710, compró el terreno de Cuvilly en Oise, el cual había pertenecido a los señores de Seychelles.  Allí construyó una moderna mansión en lugar del castillo feudal. Tiempo después fue llamado "Moreau de Seychelles."
Las islas de Seychelles, cedidos a la Compañía francesa de las Indias Orientales en 1756, fue nombrado en su honor.
Su hija Marie Hélène Moreau de Séchelles (1715-1798) se casó con René Hérault, teniente general de la policía de París. De este matrimonio, vino Jean-Baptiste Martin Hérault de Séchelles, amigo de la infancia de Louis Antoine de Bougainville y padre del político Marie-Jean Hérault de Séchelles.